# In God We Trust, Inc.
In God We Trust, Inc. – drugi album zespołu Dead Kennedys wydany w grudniu 1981 roku przez wytwórnię Alternative Tentacles.

## Lista utworów
1. Religious Vomit
2. Moral Majority
3. Hyperactive Child
4. Kepone Factory
5. Dog Bite
6. Nazi Punks Fuck Off!
7. We've Got a Bigger Problem Now
8. Rawhide

## Muzycy
- Jello Biafra – wokal
- East Bay Ray – gitara, wokale, producent
- Klaus Flouride – gitara basowa, wokale
- D.H. Peligro – perkusja
- Ninotchka – wokale
- Annette – wokale
- HyJean – wokale
- Darvon – wokale
- Siobhan – wokale
- Norm – producent, miksowanie
- Oliver Dicicco – inżynier